# Сигнал и шум
«Сигнал и Шум. Почему одни прогнозы сбываются, а другие — нет» — книга Нейта Сильвера, описывающая использование теории вероятности и математической статистики в применении к условиям реального мира. В книгу вошли тематические исследования по бейсболу, выборам, изменениям климата, финансовым кризисам, покеру и прогнозированию погоды.

## Издание и продажи
Опубликованная в Соединенных Штатах 27 сентября 2012 года, книга после первой недели продаж достигла 12 места в списке бестселлеров New York Times в категории научной литературы. После второй недели книга занимала 20-е место, затем после третьей поднялась до номера 13 и оставалась в ТОП-15 нехудожественной литературы следующие 13 недель, достигнув в какой-то момент четвёртого места. Объёмы продаж увеличился после выборов 6 ноября на 800 % и стал вторым бестселлером на Amazon.com.

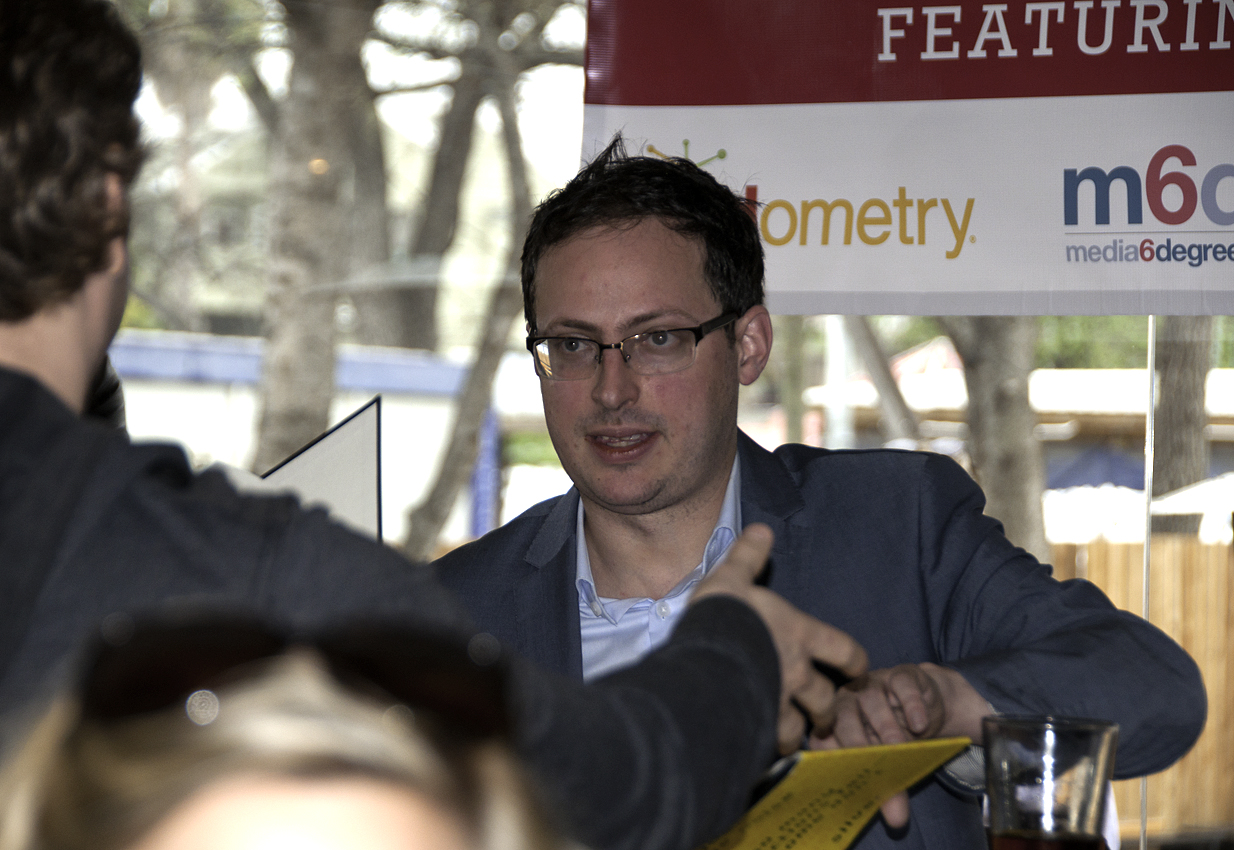
Сильвер подписывает копию книги Сигнал и Шум на sxsw в 2013 году.

Напечатана в Великобритании в апреле 2013 года под названием Сигнал и шум: искусство и наука прогнозирования в твёрдом переплёте под штампом Аллен Лейн и в мягком переплёте под штампом Penguin.
Опубликована в Бразилии на португальском языке под названием O sinal e o ruído, в июне 2013 года.
Немецкое издание было выпущено в сентябре 2013 года издателем Гейне Ферлаг, используя заголовок: Die Berechnung der Zukunft (В расчёте на будущее).
Итальянская версия, Il segnale e il rumore. Arte e scienza della previsione появилась в октябре 2013 года.
Русское издание, в переводе П. Миронова, вышло в 2014 году.

## Краткий обзор
Книга подчеркивает мастерство Сильвера, являющееся практическим применением искусства построения математической модели с использованием теории вероятности и статистики. Сильвер применяет широкий подход к использованию статистических инструментов, комбинируя источники уникальных данных, с историческими данными и рациональными принципами статистического анализа, многие из которых нарушены многочисленными социологами и экспертами, тем не менее игравшими важную роль в средствах массовой информации. В книгу вошли многие подробно описанные тематические исследования, бейсбол, выборы, изменения климата, финансовый кризис, покер и прогнозирование погоды. Эти разные темы иллюстрируют разные статистические принципы. Например, прогнозирование погоды используется для введения понятия «калибровка». Сильвер хотел видеть, что СМИ отстраняется дальше от расплывчатых терминов, как «Обама имеет преимущество в Огайо» или «во Флориде избиратели всё ещё сомневаются с выбором» до выражений вероятностей, как «вероятность победы Обамы в коллегии избирателей составляет 83 %, при этом ожидается, что доля выигранных ими голосов избирателей сейчас составляет 50,1 % с погрешностью в диапазоне ±2 %». Такие заявления дают коэффициенты на конечные результаты, в том числе 17 % шанс Ромни победить в коллегии выборщиков. Акции народного голосования также различаются, включая результаты, в которых Ромни наберёт больше голосов. Исходя из такой информации, уже по усмотрению пользователя этих заявлений использовать эту информацию наилучшим способом в борьбе с неопределенностью будущего в эпоху информационной перегрузки. Вот эта последняя идея и есть мотиватор педагогической миссии Сильвера.
Сильвер отвергает многие идеологии, преподаваемые с помощью статистического метода в колледжах и университетах сегодня, а именно частотный подход Роналда Фишера, создателя многих классических статистических тестов и методов. Проблему Сильвер находит в уверенности в безупречном эксперименте, опросе или других конструкциях, когда данные часто поступают из различных источников и идеализированных допущений при моделировании, которые редко являются правдивыми. Часто такие модели сокращают сложные вопросы до очень простых «проверок гипотез», используя произвольные значения уровней, чтоб принять или отклонить одно значение параметра. Практический статистик во-первых, должен обладать чётким пониманием о том, как работают бейсбол, покер, выборы или другие неопределённые процессы, какие меры надёжны, а какие нет, какие масштабы обобщения полезны, а затем использовать статистический инструментарий как нельзя лучше. Сильвер верит в необходимость больших наборов данных, желательно собранных в течение длительного периода времени, из которых можно затем использовать статистические методы для постепенного изменения вероятности вверх или вниз по отношению к предыдущим данным. Этот «Байесовский подход» назван в честь Томаса Байеса, который обнаружил простую формулу для обновления вероятностей.

## Награды
- Сигнал и шум (печатное издание) была признана Amazon лучшей книгой в категории научной литературы за 2012 год[7].
- Книга была включена Wall Street Journal в список десяти лучших книг в категории научной литературы в 2014 году[8].
- В октябре 2013 года книга стала лауреатом премии Phi Beta Kappa, признающей «выдающийся вклад в научную литературу» — Phi Beta Kappa Award in Science[англ.].